# Liebenthalerponny
Liebenthalerponnyn är en hästras av ponnytyp som härstammar från Tyskland. Ponnyerna avlades fram för att efterlikna de utdöda vildhästarna som levde i norra Europa för flera hundra år sedan. Liebenthalerponnyn har avlats fram genom korsningar av andra mycket primitiva raser och har sedan levt i halvvilt tillstånd där de själva får reproduceras och hitta föda. En del ponnyer säljs även av och blir ridponnyer för barn.  

## Historia
Under 1960-talet började en man vid namn Jurgen Zunts att avla fram dessa ponnyer i ett försök att återavla de utdöda, vilda hästarna som existerade i Tyskland för flera hundra år sedan. Dessa vilda hästar var troligtvis en variant av, eller en ättling till den primitiva utdöda Tarpanen och troligtvis en släkting med den primitiva Dülmenponnyn som levt i Westfalen i flera tusen år. Efter att de vilda hästarnas marker bebyggdes och många vilda hästar fångades in eller dödades dog de gamla tyska vildhästarna ut. 
Jurgen Zunts utgick från mycket primitiva raser under utvecklingen och korsade bland annat Fjordhästar med Przewalskihästar. Fjordingen är en direkt ättling till Przewalskin som i sin ur är den enda idag levande äkta vildhästen och som är en direkt ättling till de absolut första hästarna. Przewalskin fördes från Asien till Europa med nomadfolk där de ingick i utvecklingen av många av dagens moderna raser. Jurgen Zunts använde sig även av några exemplar av den återuppfödda Tarpanen för att få fram bästa möjliga genetiska bakgrund. 
Flocken med de nya hästarna fick sedan leva avskilt utan inblandning av människan i ca 100 hektar stora hagar i närheten av Brandenburg ända fram till 1996 då Jurgen Zunts var tvungen att sälja flocken på grund av ekonomiska problem. Liebenthalerponnyn hamnade då under beskydd från det tyska jordbruksdepartementet där de flyttades till en liknande miljö i närhetn av Berlin. Hagarna påminner mycket om de stäppliknande miljöer där de vilda hästarna levde förr. I hagarna fick flocken själva föröka sig och skaffa sin föda, samt bygga upp ett naturligt försvar mot dåligt väder och kyla. År 2004 föddes ca 30 föl i flocken som bestod av ca 100 hästar, vilket visade på Liebenthalerns enorma frukbarhet. 
Idag lever ponnyerna fortfarande halvvilt i närheten av Berlin, men flera hästar säljs årligen för att inte flocken ska bli för stor. Ca 15 hästar säljs varje år. 

## Egenskaper
Liebenthalerponnyn är mycket lik de återuppföda Tarpanerna och visar ofta mycket primitiva tecken som en upprättstående man med tjockt tagel, en mörk ål (mörkare rand längs ryggraden) samt även zebratecken på benen. Färgen är alltid black men kan variera från gulblack till den gråa musblacka färgen. Mankhöjden ligger på ca 130-145cm och ponnyn är lätt kvadratisk i exteriören med en kort rygg. Ponnyn är robust med ett kraftigt huvud, utåtbuktande nosprofil och mycket tåliga och hårda hovar. Ögonen är uttrycksfulla och pannan bred. Liebenthalerponnyn är naturligt sund, härdig och är väldigt fertil. 
Trots att ponnyerna lever halvvilt är de ofta mycket nyfikna på människor och de är pålitliga och naturligt lugna och vänliga. På vintern ljusnar pälsen och blir nästan vit, även detta är ett primitivt drag som är vanligt hos äldre raser, samt Tarpanen och Przewalskin. Liebenthalerhästarna kan även få lätt skäggväxt runt mulen under vintern och en tjock och vattenavisande vinterpäls. Ponnyerna har en mycket stark flockinstinkt. 
De Liebenthalerponnyerna som säljs av från flocken brukar ofta fungera bra som ridponnyer för barn på grund av sitt naturligt lugna temperament. 